# Carl Lundbye
Christen Carl Lundbye (født 25. april 1812 i Brundby på Samsø, død 2. januar 1873 på Frederiksberg) var en dansk officer og minister. Han var krigsminister ad to omgange: 1856-1859 og 1863-1864. Desuden var han kortvarigt i 1857 Minister for Holsten og Lauenborg.
Carl Lundbye var dermed øverstkommanderende under det meste af den 2. Slesvigske Krig 1864, som fik en for Danmark katastrofal udgang. Lundbye var uerfaren i forhold til praktisk krigsførelse og taktik, savnede selvstændighed og foretog fejlbedømmelser, og han opfattede sig på en uheldig måde som overgeneral snarere end konstitutionel minister, hvilket førte til gentagne - og stærkt svingende - indblandinger i hovedkvarterets beslutninger. Krigens udfald kan dog ikke kun lægges Lundbye til last, men skyldes også beslutninger taget af de ledende politikere, især D.G. Monrad, og af andre ledende officerer.
Han havde seks brødre og var bl.a. bror til officeren Emanuel Andreas Lundbye og maleren J.Th. Lundbye, som mistede livet i den 1. Slesvigske Krig.

## Uddannelse
Lundbye var ældste søn af stabskaptajn, senere karakteriseret oberst i artilleriet Joachim Theodor Lundbye (1778 - 13. juni 1841) og Cathrine "Trine" født Bonnevie (1792 - 14. januar 1863). Han blev volontør i 1821, artillerikadet 1822, stykjunker 1826 og sekondløjtnant i artilleriet 1830 med anciennitet fra 1826. 1830 kom han ind på den samme år oprettede kongelige militære højskole, hvorfra han afgik fire år senere med karakter som premierløjtnant i artilleriet (virkelig premierløjtnant i 1838).

## Karriere

### Artilleriofficer
Efter at have gennemgået de sædvanlige skoler blev han i 1837 skoleofficer ved Landkadetkorpset og tillige lærer i fortifikation, artilleri og våbenlære og udgav som sådan i 1839 en ledetråd i de to sidstnævnte fag. I 1842 kom han tilbage til sit våben og blev to år senere kaptajn af 2. klasse (anciennitet af 1841) samt konstruktør og chef for materielbureauet. Som J.S. Fibigers efterfølger fuldendte han dennes mønsterværdige system af artillerimateriel af 1834, så at han har del i, at vi for så vidt mødte velforberedte ved Treårskrigens udbrud i 1848. I 1849 udgav han Ledetraad i Artilleri til Brug ved Forelæsninger, 1. Hæfte, det egentlige Artillerimateriel, som udkom på ny med et tillæg i 1852, og i 1850 blev han kaptajn af 1. klasse og ansat ved den belejringspark, som samledes på skibe ved Høruphav og blev, da denne ikke kom til anvendelse, samme år chef for 12. Batteri. Han blev i 1853 adjungeret direktøren for armeens materiel i Krigsministeriet, hvis stilling han overtog året efter samtidig med at blive karakteriseret major.

### Krigsminister for første gang
Mathias Lüttichau havde ikke kunnet få gennemført forøgede bevillinger til Hæren og Københavns Søbefæstning og gik derfor af som krigsminister. 25. maj 1856 indtrådte Carl Lundbye derfor som krigsminister ad interim i ministeriet Bang og 18. oktober samme år som virkelig krigsminister i ministeriet Andræ, for hvilket C.C. Hall trådte i spidsen 13. maj 1857. Da dette ministerium 2. december 1859 afløstes af det rotwittske, fratrådte også Lundbye, der ansattes som karakteriseret oberst à la suite i Generalstaben (han var blevet oberstløjtnant i 1856), indtil han kort efter, ifølge eget ønske, blev stabschef ved artilleriet.
Lundbyes stilling som krigsminister var ikke let; dels manglede han den nødvendige fasthed og autoritet, og dels blev han stærkt modarbejdet af en klike i Hæren, der benyttede bladet Fædrelandet som sit organ. En del infanteriofficerer var nemlig modstandere af Lundbyes hærlovsforslag, hvor de "videnskabelige" officersgrupper (artillerister og ingeniører) ville blive opprioriteret. Det lykkedes ham således ikke at gennemføre et af ham udarbejdet hærlovforslag, så meget mindre som heller ikke hans kolleger i ministeriet ville støtte det, hvorimod han i 1858 fik Rigsrådet til at vedtage udvidelsen af Københavns Søbefæstning, vel nærmest fordi han, støttet af C.C.G. Andræ, gjorde sagen til et kabinetsspørgsmål.

### Krigsminister for anden gang
13. august 1863 overtog han på ny efter Halls anmodning krigsministerporteføljen efter generalmajor Hans Nicolai Thestrup, hvilken stilling han, vistnok meget imod sit ønske, beholdt, da D.G. Monrad 31. december samme år overtog konseilspræsidiet, og det blev således Lundbye, som kom til at forberede og lede vore krigsoperationer under det meste af den 2. Slesvigske Krig 1864, en opgave, som lå over hans kræfter. Krigsminister Thestrup var fratrådt, fordi hans kolleger nægtede deres samtykke til forelæggelsen af hans hærplan, der ansås for alt for bekostelig, og dog ville han gøre en vidtstrakt anvendelse af værnepligtige befalingsmænd, medens Lundbye i sit hærforslag af 1858 havde holdt på en stærk udvidelse af de faste kadrer, hvad der måtte kræve endnu flere udgifter. Lundbye var således i en vanskelig stilling, som han søgte at hjælpe sig ud af ved at udarbejde Udkast til Lov om en midlertidig Ordning af den dansk-slesvigske Hærafdeling, hvilket forelagdes Rigsrådet i efteråret 1863 uden at være ledsaget af nogen udgiftsberegning. Lovforslaget kom kun til første behandling, thi den spændte politiske situation bevirkede, at regeringen måtte tænke på rustninger. På hærvæsenets område rådede imidlertid den største usikkerhed; kun det uheldige dubleringsprincip var sat i system for fodfolkets vedkommende og bragtes ved kundgørelse af 21. september 1863 – hvorved der gaves bestemmelser for, hvilke foranstaltninger der skulle træffes for at sikre en hurtig udvikling af armeens krigsstyrke – til dels af mangel på midler på en lidet heldig måde til anvendelse, i det det blev fastsat, at man i løbet af det forestående vinterhalvår gennem fire forskellige stadier skulle nærme sig det fuldstændige krigsberedskab.

#### Øverste ansvarlige under den 2. Slesvigske Krig
Først efter kongens død (15. november) gjorde Lundbye alvorlige skridt til Hærens udfoldning og tilvejebringelsen af de vigtigste krigsfornødenheder, så at, da krigen mod forventning allerede brød ud 1. februar 1864, var der mangler på alle punkter såvel for Hærens og befæstningsværkernes som for udrustningens vedkommende. Det ville dog være urimeligt at lægge Lundbye alle disse mangler til last; det var folket og regeringen i sin helhed, som ikke havde haft øjet åbent for nødvendigheden af at forberede sig til krig i fredstid og ikke havde villet afse de nødvendige midler dertil.
Under krigen måtte Lundbye træffe flere vigtige afgørelser; men lige over for en konseilspræsident, som senere har udtalt, "at en Krigsminister og en kommanderende General ikke bør være Mænd med politisk Indsigt, men kun militære Fagmænd, der udføre det, som de faa Anvisning til", har han ikke altid kunnet gøre sin egen opfattelse gældende. Dannevirkestillingens rømning, uden at Krigsministeriets samtykke dertil var indhentet (hvad ifølge den general Christian de Meza givne instruks ikke var nødvendigt), fremkaldte en uhyggelig strid mellem Lundbye på den ene side og de Meza samt flere af Hærens overordnede førere på den anden side, hvilken strid kong Christian IX afgjorde 28. februar, og kun af den grund til fordel for krigsministeren, at Monrad gjorde Lundbyes forbliven i ministeriet til et kabinetsspørgsmål for sit vedkommende. Mathias Lüttichau blev som den ældste general konstitueret kommanderende general, indtil den kongelige udnævnelse af Georg Gerlach den 28. februar.
Ved denne afgørelse blev den kommanderende generals magtområde indirekte betydelig svækket. Dette viste sig således i slutningen af Dybbøls belejring, da general Gerlach ikke turde påtage sig ansvaret for stillingens rømning. Lundbye gav dog 14. april på sket forespørgsel derom overkommandoen først frie hænder, men efter at have samtalet pr. telegraf med stabschefen og derefter at have forebragt spørgsmålet i Statsrådet, erklærede han om eftermiddagen, "at Regeringen fastholdt sin tidligere udtalte Anskuelse om Vigtigheden af at holde Stillingen, selv om heraf skulde resultere forholdsvis betydelige Tab", for hvilken ordre overkommandoen bøjede sig. Da Lundbye efter Dybbøls fald forlangte, at Fredericia skulle rømmes, modsatte general Gerlach sig bestemt denne fordring; men Lundbye satte sin vilje igennem ved at give general Christian Lunding direkte ordre dertil, og 26. april gav han endogså temmelig detaljerede bestemmelser for den videre krigsføring, idet Als skulle forsvares med det mindst mulige antal tropper, general Cai Hegermann-Lindencrones hærstyrke i Jylland betydelig forstærkes, Fyn hævdes med Hærens hovedstyrke og to landgangsbrigader dannes for dermed at true de af fjenden besatte kyststrækninger, opgaver, som spredte vore kræfter. Overkommandoen udtalte sig også bestemt imod krigsministerens planer, men kunne hverken ved sine skriftlige indlæg eller ved stabschefens sendelse til København forandre dem.
I hvilken grad Lundbye ved denne optræden har været påvirket af konseilspræsidenten, vil vel ikke nogen sinde blive fuldt oplyst; den skyldtes dog næppe en fast egen overbevisning, men snarere indflydelser af forskellig art, som han ikke havde selvstændighed og karakterstyrke nok til at modstå. Efter at 12. maj en våbenhvile var blevet afsluttet, blev det Lundbyes sidste regeringshandling at meddele overkommandoen de foranstaltninger, som i den anledning skulde udføres, i det samtidig en fuldstændig forandring i den hidtil fulgte operationsplan antydedes, og forstærkningsmandskabet af årgangene 1853-55 til skade for Hærens kampdygtighed blev hjemsendt. 18. maj afgik Lundbye derefter som krigsminister, idet han trådte tilbage til privatlivet, i høj grad nedbøjet over fædrelandets ulykke og den miskendelse, som deraf fulgte for ham. Han udgav dog endnu i 1865: Mit Udbytte af at overveje Ordningen for nuværende Tid af den danske Hærstyrke, men derefter blev hans ånds- og legemskræfter hurtig nedbrudte, indtil døden 2. januar 1873 befriede ham fra langvarige lidelser.

## Vurdering af Lundbyes optræden
Carl Lundbye var en lærd artilleriofficer, men regnes for en svag krigsminister, som kun havde ringe erfaring med taktik, praktisk krigsførelse og politik. Han var ofte usikker i vurdering af de militære situationer og savnede evne til at overbevise sine modstandere og underordnede. Departementschefen Stephan Ankjær fik derfor uforholdsmæssig stor indflydelse på ministeriets beslutninger. D.G. Monrad udtalte om sin minister, at han ikke var nogen "Ministerdjævel". En anden dom lød, at Lundbye var "et Menneske uden egentlig Varme og Kraft".
Lundbye overvurderede Hærens styrke efter mobiliseringen 1863, men til gengæld kan hverken det overraskende krigsudbrud eller Als' fald bebrejdes ham. Derimod kan han lægges til last, at han svingede i sit skøn om Dybbølskansernes styrke, og at han snart svækkede, snart forstærkede Cai Hegermann-Lindencrones korps. Ejheller indså han, at nedlaget ved Dybbøl 18. april på afgørende vis havde drænet Hæren for ressourcer.
Medvirkende til Lundbyes vaklen var, at konseilspræsident Monrad fandt det væsentligt, at Danmark stadig holdt Dybbølstillingen ved åbningen af Londonkonferencens, der var sat til den 25. april. Monrad hævdede siden, at han ikke var klar over den egentlige situation på Dybbøl Banke. Lundbye gav så sent som den 15. april udtryk for, at stillingen, på trods af hovedkvarterets stærke betænkeligheder, kunne holde 14 dage til en måned endnu. Men tre dage senere faldt stillingen ved Dybbøl til preusserne.
Som fyringen af general de Meza viser, var Lundbyes hovedfejl, at han misforstod sin stilling som konstitutionel ansvarlig minister i sit forhold til overkommandoen og i stedet for at lade denne have fornøden handlefrihed idelig selv ville gribe ind i operationerne og således betragtede sig som den egentlige overgeneral.
Tom Buk-Swienty betegner Lundbye som en "pedantisk, ærekær og utidigt indblandende skrivebordsgeneral uden forståelse for de faktiske forhold ved fronten".

## Hæder
1847 blev han Ridder af Dannebrogordenen, 1854 Dannebrogsmand, og i 1857 var han blevet benådet med Kommandørkorset af Dannebrog.

## Ægteskaber
Lundbye blev gift 1. gang 17. juni 1844 i Garnisons Kirke med Louise Wilhelmine Christiane Lundbye (10. december 1818 i København - 20. maj 1845), datter af hans farbroder, major Hans Christian Lundbye (1782-1843, gift 2. gang 1830 med Lucie Emerentze Schmidt, 1792-1851 (ægteskabet opløst), gift 3. gang 1838 med Frederikke Wilhelmine "Louise" Klerke, 1813-1854)), der døde som toldinspektør i Rudkøbing, og Eva Emilie Holtzhäuser (1776-1828). Hun bortkaldtes allerede 20. maj 1845, og han ægteviedes så 16. november 1849 på Frederiksberg til Emilie Cathrine Bierre (1. januar 1825 i København - 2. august 1924 på Frederiksberg), datter af bryggeriejer Johannes Nicolai Bierre (1799-1867) i København og Mette Marie Weile (ca. 1801-1889).
Han er begravet på Assistens Kirkegård.

## Gengivelser
Lundbye er gengivet i en tegning af J.Th. Lundbye (Den Kongelige Kobberstiksamling), efter denne zinkætsning udført af kunstneren selv 1838. Portrætmaleri af samme, 1840. Buste af Theobald Thielemann udstillet 1859. Xylografi 1873 efter tegning af Henrik Olrik. Fotografier af Jens Petersen (Det Kongelige Bibliotek) og andre.